# Anna Bartlett Warner
Pour les articles homonymes, voir Warner.
Anna Bartlett Warner, née le 31 août 1820 à New York et morte le 22 janvier 1915 à Highland Falls, est une écrivaine américaine, auteure de plusieurs livres et de poèmes mis en musique sous forme d'hymnes et de chants religieux pour enfants.

## Biographie
Peu après sa naissance à New York, la mère et homonyme d'Anna Bartlett Warner meurt. Lorsque les finances familiales commencent à décliner en 1837, la famille quitte sa vie privilégiée et s'installe à Constitution Island, en face de West Point, dans l'État de New York. Anna et sa sœur aînée, Susan Bogart Warner, réussissent à subvenir aux besoins de la famille grâce à leurs écrits.

## Œuvres
Le plus connu de ses hymnes est certainement Jesus Loves Me ; dont certaines strophes figurent dans des recueils de cantiques modernes réécrits par David Rutherford McGuire.
Elle écrit quelques livres conjointement avec sa sœur Susan Warner (Elizabeth Wetherell), notamment Wych Hazel (1853), Mr. Rutherford's Children (1855) et The Hills of the Shatemuc (1856). Elle écrit parfois sous le pseudonyme d'Amy Lothrop. Elle écrit trente et un romans par elle-même, dont le plus populaire est Dollars and Cents (1852), d'autres sont Gold of Chickaree, In West Point Colors (1904), Stories of Blackberry Hollow et Stories of Vinegar Hill (1872). Elle écrit également une biographie de sa sœur Susan.

## Héritage
Son ancienne maison familiale est maintenant un musée sur le terrain de l'Académie militaire des États-Unis qui se trouve en face de la maison du vivant d'Anna Warner et où son oncle avait été aumônier de 1828 à 1838. L'Association de Constitution Island a travaillé dur pour entretenir la maison et restaurer les jardins afin qu'ils ressemblent à ce qu'ils étaient du vivant d'Anna Warner, en suivant ses descriptions mois par mois de la vie sur Constitution Island, telles qu'elles sont écrites dans Gardening by Myself .